# Michelle De Andrade
Michelle De Andrade (n. Caracas, 22 de julio de 1997) es una actriz venezolana. Es conocida por interpretar a Patricia Gutiérrez y a Ana de los Ángeles Barranco en las telenovelas venezolanas A puro corazón, y Para verte mejor.

## Carrera
De Andrade inició su carrera como actriz en la telenovela venezolana A puro corazón. Durante el casting de la producción, realizó pruebas para el personaje de «Melissa» inicialmente, pero más tarde el productor de la telenovela le dio el papel de «Patricia Gutiérrez». Un año después obtiene su primer papel protagónico junto con José Ramón Barreto en la telenovela Para verte mejor. En noviembre de 2017, luego de terminar su participación en la producción de Venevisión. De Andrade firmó contrato con la cadena de televisión estadounidense Telemundo. Posteriormente en ese mismo año comenzó a grabar la telenovela Mi familia perfecta, la cual se estrenó en abril de 2018.

## Filmografía
| Año  | Título              | Rol                               | Notas                        |
| ---- | ------------------- | --------------------------------- | ---------------------------- |
| 2015 | A puro corazón      | Patricia "Patty" Gutiérrez Castro | Rol principal; 120 episodios |
| 2017 | Para verte mejor    | Ana de los Ángeles Barranco Mora  | Rol principal; 92 episodios  |
| 2018 | Mi familia perfecta | Génesis Pérez                     | Rol recurrente; 65 episodios |